# الإدارة المتكاملة لأمراض الطفولة
الإدارة المتكاملة لأمراض الطفولة اختصارا (IMCI) هو منهج نظامي لصحة الأطفال والذي يهتم بالطفل ككل. هذا لا يعني التركيز فقط على الرعاية العلاجية ولكن أيضا الوقاية من المرض. قد تم تطوير هذا المنهج من قبل صندوق الأمم المتحدة للطفولة ومنظمة الصحة العالمية في عام 1992.

## عدم المساواة فيالرعاية الصحيةللطفل
على الرغم من أن العدد السنوي للوفيات بين الأطفال الأقل من سن 5 سنوات قد انخفض بمقدار الثلث تقريبا منذ العقد1970 ، هذا الانخفاض لم يكن موزع بشكل عادل في جميع أنحاء العالم. وفقا لتقرير منظمة الصحة العالمية لعام 1999، الأطفال في البلدان ذات الدخل المنخفض أو المتوسط أكثر عرضة للوفاة قبل بلوغ سن 5 سنوات من الأطفال الذين يعيشون في العالم الصناعي . في عام 1998، في أكثر من 50 دولة، كانت لا تزال معدلات وفيات الأطفال أكثر من 100 في كل 1000 ولادة حية .
يموت في كل عام أكثر من 10 ملايين طفل في هذه البلدان قبل بلوغهم سن الخامسة. سبعة من كل 10 من هذه الوفيات هي نتيجة لالتهابات الجهاز التنفسي الحادة (معظمهم من الالتهاب الرئوي)، والإسهال، والحصبة، والملاريا، أو سوء التغذية - وغالبا ما يكون السبب مزيج من هذه الحالات.

## الأساس العلمي للمنهج القائم على الأدلة في إدارة الحالة
أثبتت العديد من استراتيجيات الوقاية والعلاج المعروفة فعاليتها في إنقاذ حيوات الأطفال. خفضت التطعيمات في مرحلة الطفولة الوفيات الناتجة عن الحصبة بنجاح. بينما ساهمت معالجة الجفاف عن طريق الفم في خفض كبير في الوفيات الناتجة عن الإسهال. أنقذت المضادات الحيوية الفعالة حياة الملايين من الأطفال المصابين بالتهاب رئوي. كما منح العلاج السريع للملاريا المزيد من الأطفال القدرة على التعافي وعيش حياة صحية. حتى التحسن الطفيف في ممارسات الرضاعة الطبيعية ساهم في تخفيض وفيات الأطفال. يمكن إجمال الكثير من هذه التدخلات فيما يصل إلى 16من الممارسات الأسرية الأساسية.
في حين أظهرت كل من هذه التدخلات نجاحا كبيرا، فإن الأدلة المتراكمة تشير إلى أن هناك حاجة إلى منهج أكثر تكاملا لعلاج الأطفال المرضى وتحقيق نتائج أفضل. تحتاج برامج صحة الطفل إلى تجاوز الأمراض الفردية لتحسين الصحة العامة ورفاهية الطفل. العديد من الأطفال يظهر لديهم تداخل بين علامات وأعراض الأمراض، بحيث يكون من الصعب التوصل لتشخيص واحد، الذي ربما لا يكون مجديا أو مناسبا. هذا ينطبق بشكل خاص على المرافق الصحية من المستوى الأول حيث تشمل الفحوص أدوات قليلة، والاختبارات المعملية القليلة أو المنعدمة، وغياب الأشعة السينية .
خلال منتصف العقد 1990، بالتعاون مع اليونيسيف والعديد من الوكالات والمؤسسات والأفراد، استجابت منظمة الصحة العالمية (WHO) لهذا التحدي من خلال تطوير الإستراتيجية المعروفة باسم الإدارة المتكاملة لأمراض الطفولة. على الرغم من أن السبب الرئيسي لوضع الإستراتيجية المتكاملة لأمراض الطفولة نابع من احتياجات الرعاية العلاجية، إلا أن الإستراتيجية تناولت أيضا جوانب التغذية والتحصين، وعناصر أخرى هامة للوقاية من الأمراض وتعزيز الصحة. أهداف إستراتيجية هي خفض معدلات الوفاة ومرات التكرار وشدة المرض والعجز، والمساهمة في تحسين النمو والنضج.
تستهدف المبادئ التوجيهية السريرية للإدارة المتكاملة لأمراض الطفولة الأطفال أقل من سن 5 سنوات - الفئة العمرية التي تحمل العبء الأكبر من الوفيات الناتجة عن أمراض الطفولة الشائعة.
كما نشرت منظمة الصحة العالمية (WHO) «الإدارة المتكاملة للحمل والولادة (IMPAC)» والتي تضمنت المبادئ التوجيهية لرعاية الأطفال حديثي الولادة، كما تقدم رعاية مستمرة لكل من الأم والطفل في فترة ما بعد الولادة.

## وصلات خارجية
- WHO (2014): Integrated Management of Childhood Illness (IMCI): set of distance learning modules (Download list
- WHO: Documents on the IMCI
- WHO: More about WHO's work on IMCI